# Petőcz Tamás AndA
Petőcz Tamás AndA (Győr, 1976. június 11. –) festőművész, rendező, a Magyar Alkotóművészek Országos Egyesületének tagja, a Televíziós Művészek Társaságának tagja.

## Élete

### Magánélete
Petőcz Tamás AndA a győri Révai Miklós Gimnáziumban érettségizett, majd a Szegedi Tudományegyetem Vizuális Kommunikáció szakán diplomázott 2000-ben. 2005-ben feleségül vette Major Eszter Anna üvegművészt. A képzőművészet mellett már diplomája évében elindul televíziós pályája is.

## Televíziós pályafutás
1997 óta televíziózik, 2006-ig a Duna Televízió művészeti szerkesztőségének rendezője. Magazinok művészeti rendezőjeként, kreatívként és egyéni dokumentumfilmek, portrék, tematikus napok művészeti vezetőjeként számos produkciót jegyez. 2006-2012 a Story4 csatorna rendezője, művészeti vezetője, kreatívja, majd 2012 óta szabadúszóként ismét közszolgálati csatornákon rendez. Arculati munkák, reklámkampányok és műsorkreatívok fűződnek nevéhez.

### Filmográfia

#### Tv-filmek
| Fák (2000) (TV film Duna Tv)                                     |
| Rezesek (2000) (TV film Duna Tv)                                 |
| Magyar képek - Szelényi Károly fotográfus (2001 TV film Duna Tv) |
| "Még a fájdalom is élmény" (2002 TV film Duna Tv)                |
| Álomból valóság (2002 Duna Tv)                                   |
| Alberto Giacometti (2004 TV film Duna Tv)                        |
| Budapesti Tavaszi Fesztivál (2004 TV film Duna Tv)               |
| Nemzeti kultúra az Európai Unióban (2004 TV film Duna Tv)        |
| Popova Aleszja (2005 Duna Tv)                                    |
| Ghymes (2005 TV film Duna Tv)                                    |
| Egri - Pertis Zongoraduó (2006 TV film Duna Tv)                  |
| A Zenekar c. dokumentumfilm-széria (2013-2014) Both Miklóssal    |

#### Magazinműsorok
| Forrásvidék (magazin 2001-2003 szer: Dukai A. Duna Tv)                                         |
| MozgóKép (magazinműsor szerk.: Medgyesi-Pörös Duna Tv)                                         |
| Zene Arcai (magazin Duna Tv)                                                                   |
| Kamasz útra (ifj. magazin, rendező 2004 Duna Tv)                                               |
| Diákcsemege (magazin 2004-2006 szer.: Vizi M., Virág A. Duna Tv)                               |
| Gong (műv. magazin 2003-2006 TV műsor szer.: Major E., Medgyesi G., Pertovics E., Mészáros K.) |
| Exit (kult. magazin 2006-2008 szerk.: Major E. Story4)                                         |
| Lakosztály (magazin 2008-2010 Story4)                                                          |
| A szomszéd főztje rendező, kreatív (gasztro-show, 2008-2010 Story4)                            |
| A la Carte (közéleti Tv műsor 2009-2010 Story4)                                                |
| Szerencsekerék gameshow művészeti vezető                                                       |
| ÁtVágó gameshow művészeti vezető                                                               |
| Tudatfeletti c. mentalista show                                                                |
| Túrakommandó turisztikai reality                                                               |
| M1 csatorna Életkerék c. doku-reality magazin- művészeti vezető, rendező                       |
| M2 csatorna Nagyszünet c. gyermekműsor – művészeti vezető, kreatív                             |

## Arculati munkák, kampányok
A Story4 és Story5 televíziós csatorna arculata (2011), a 2013-as judo Eb kreatív kampánya, a 2014-es Judo Grand Prix kreatív kampánya.

## Festőművészi pályafutás
Festészettel 2000 óta foglalkozik, mesterei: Gerencsér Anita és Puha Ferenc. 2005 óta a Magyar Alkotóművészek Országos Egyesületének tagja, részt vett a Patak Csoport Művésztelepén, valamint a Hajdúböszörményi Nemzetközi Művésztelepen. Alkotói munkásságát az innováció, a bátorság, az egyediség jellemzi. Mestereitől lírikus absztrakt festészetet tanult, de művészetével az utóbbi években az ember- és sorsábrázolás felé fordult. Sorozatokban gondolkodik, egyetlen témát ezerféleképpen bont újra. A saját útját járva, az aktuális trendeknek nem behódolva mindig egyfajta árnyékvilágot ragad meg művészetével, olyan mezsgyén jár, ami egyszerre zavarba ejtő, őszinte és drámai. Róla és Major Eszter Annáról Színek és fények címmel készült kettősportré 2010-ben.

### Kiállítások

#### Csoportos kiállítások
| Budapest, Magyar Festészet Napja – Artus-Fonó (2005)                                                            |
| Győri Őszi Tárlat (2005)                                                                                        |
| Budapest, Duna Galéria – Premier (2006)                                                                         |
| Hajdúböszörmény, Sillye Gábor Művelődési Központ (2006)                                                         |
| Szentendre, Képek a falról – IX. Performance Fesztivál (2007)                                                   |
| Budapest, Fonó Budai Galéria – Dialóg nélkül – Major Eszter Anna MANNA üvegművésszel (2008)                     |
| Mátraderecske Mofetta – A 3.és 4. Párnafesztivál keretében kiállítás Major Eszter Anna MANNÁ-val (2013 és 2014) |

#### Egyéni kiállítások
| Szentendre, Ferenczy Múzeum - Betekintések (2005)            |
| Győr, Lloyd Művelődési ház (2005)                            |
| Budapest, Szkéné Galéria (2005)                              |
| Budapest, New Brooklyn Kávézó (2006)                         |
| Győr, Széchenyi Megyei Művelődési Központ - Lebegések (2007) |
| Hajdúböszörmény, Parafa Galéria (2008)                       |
| Budapest, Stereo Gallery - Falk Art nap (2009)               |
| Szentendre, Milantróp éjszakák – Belső Tájakon (2010)        |
| Parád – Bohóctükör (2013)                                    |

## Díszletmunkák
| Kamasz-útra ifjúsági műsor – Duna Televízió (2003)                    |
| Karamazov testvérek (rend: Kárpáti Levente) - Szkéné Színház (2005)   |
| Szuromberek Királyfi (rend: Vizi Mária) – egész estés mesefilm (2006) |
| A Caligula-klán (rend:Kárpáti Levente) - Szkéné Színház (2007)        |
| A Szomszéd főztje – gasztroshow –Story4 (2008)                        |

## Impresszum
- Színek és fények portré 2010.12.12. (http://nava.hu/id/1105614/)
- http://www.museum.hu/kiallitas/Betekintesek_-_Petocz_Tamas_kiallitasa
- Kikötő 2008.05.26. http://nava.hu/id/618706/
- http://nava.hu/id/544392/
- https://web.archive.org/web/20090907104203/http://www.bbmmk.hu/kiallitas/kiall010.htm
- http://www.gyoriszalon.hu/index.php?page=rsz&kat=hetnap&t=petocztamas.html